# ميس شوزني
ميس شوزني (الاسم العلمي:Celtis choseniana) هو نوع من النباتات يتبع جنس الميس من الفصيلة القنبية.